# Lasse Lucidor
Lasse Lucidor, pseudonimo di Lars Johansson (Stoccolma, 6 ottobre 1638 – Stoccolma, 12 agosto 1674), è stato un poeta svedese, la cui raccolta postuma Helicons blomster (I fiori d'Elicona, 1689), lo rese celebre fra i romantici svedesi, che lo considerarono una figura leggendaria ed esemplare per il suo stile di vita irrequieto e il suo tormento esistenziale.

## Biografia

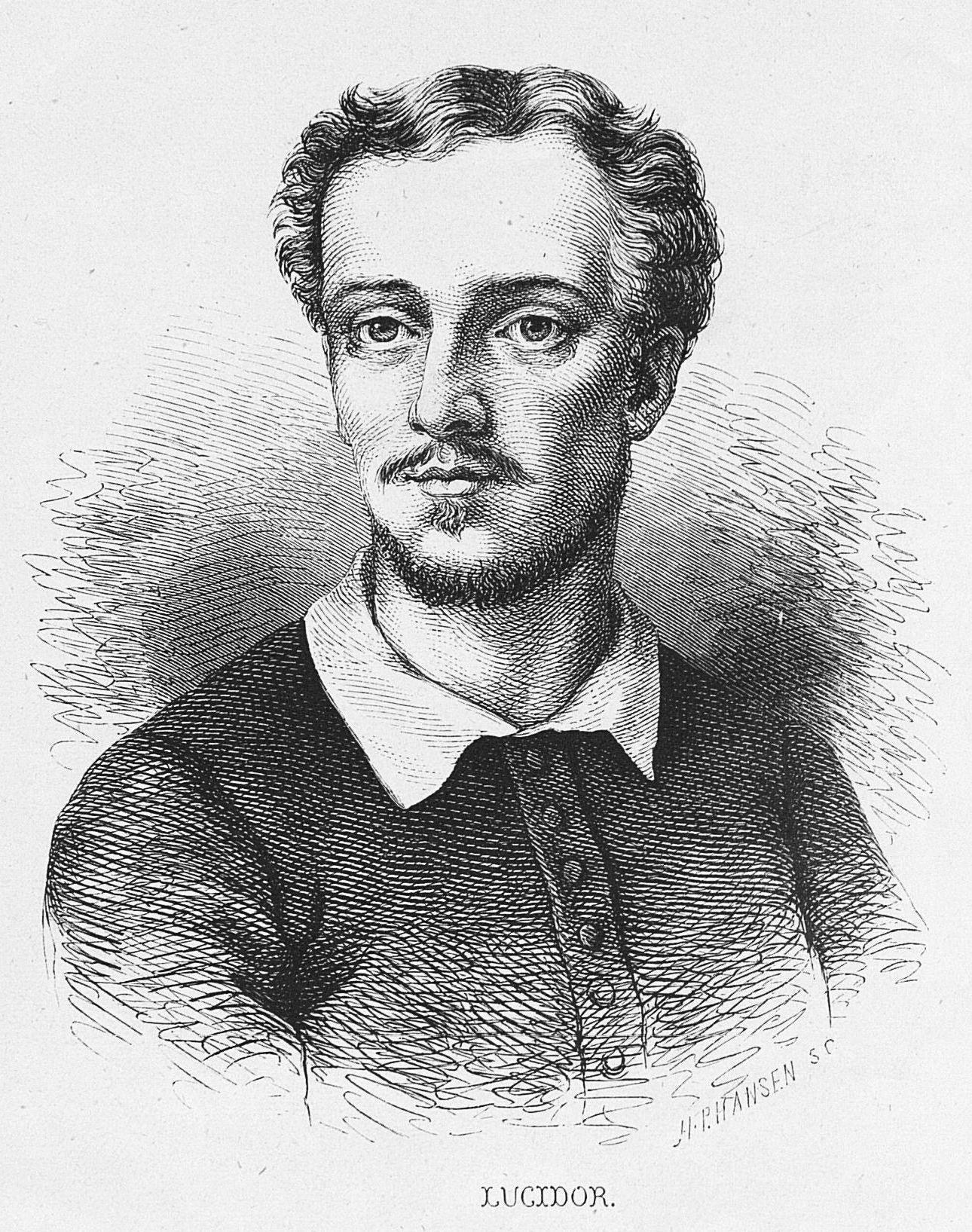
Lasse Lucidor

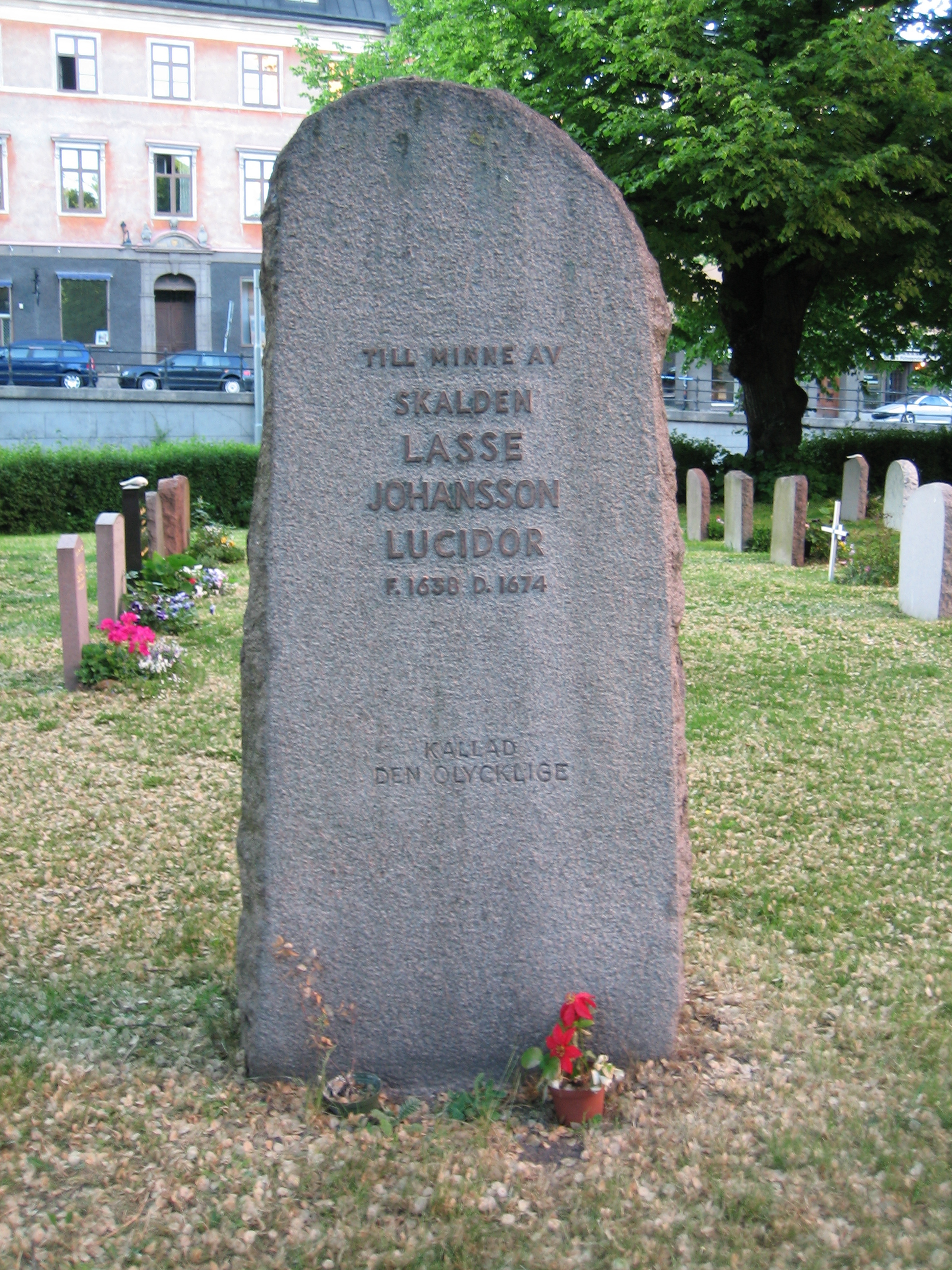
Tomba di Lasse Lucidor, a Stoccolma

Figlio del tenente della marina John Eriksson, e di Kirstin Larsdotter, che morirono quando Lasse Lucidor aveva dodici anni.
Figura di poeta barocco bohémien e déraciné, studiò in numerosi paesi europei e viaggiò molto in Germania, Inghilterra, Francia, Italia.
Studiò dapprima ad Uppsala, prima di frequentare l'Università di Greifswald dal 1655 e poi l'Università di Lipsia, dove partecipò ad alcuni tumulti popolari, come quello del 26 novembre 1659 e fu condannato alla fine del 1660 alla detenzione in carcere. Nella primavera del 1661 decise di proseguire gli studi in Francia, dove però ebbe problemi economici, e infine si trasferì a Stoccolma nel 1669, dove si mantenne scrivendo poesie per matrimoni e poesie funebri ai ricchi, e incappò in poco tempo in qualche situazione negativa a causa dei suoi scritti, e finì per essere ucciso da un colpo di spada dopo una discussione con un tenente.
Fu cantore della spensieratezza bacchica, in numerosi versi d'occasione, inni ed effusioni erotiche, canti pastorali e melodie baccanali, scritti anche in italiano, dimostrandosi il poeta dell'ebbrezza e del pentimento, dell'ebbrezza del vino e dell'amore, della gioia di vivere e del terrore della morte,caratterizzandosi per la presenza di elementi mondani e spirituali,riflettendovi il suo impeto libertario e l'anticonformismo del suo temperamento. Nelle sue liriche si possono riscontrare elementi slesiani e del marinismo.
Il suo contemporaneo Petrus Lagerlof, letterato, sottolineò che «Lucidor ha scritto eccellente poesia in sette lingue, ma che il suo versetto conteneva tre difetti intrinseci: le sue poesie mancavano di fine, ha dolorosamente ridotto le sue parole a causa della sua impazienza, e il suo stile era irregolare.»

## Opere principali
- Samlade vitterhetsarbeten af svenska författare från Stjernhjelm till Dalin. 10, Lasse Johansson (Lucidor den olycklige) och Nils Keder, Uppsala, Hanselli, 1869;
- Samlade dikter, a cura di Fredrik Sandwall, Stoccolma, Bonnier, 1914-1930;
- Helicons blomster, Stoccolma, Bokvännerna, 1971;
- Dikter, selezione di Jacob Branting, Stoccolma, 1972;
- Lasse Lucidors världsliga visor med kommentarer av Lars Olin, Trelleborg, Swedala, 1978;
- Samlade dikter utgiven med inledning och kommentar av Stina Hansson, Stoccolma, Svenska vitterhetssamf, 1997;
- Wärldslige & andelige wisor av Lars Johanson Lucidor den olycklige, con melodie del suo tempo trovate e compilate da Martin Bagge, Göteborg, B. Ejeby, 2004.

### Salmi
- O, Herre Gud, för dig jag klagar, pubblicato nel 1685, musica di Johann Hermann Schein del 1623;
- O evighet, din längd mig fast förskräcker , un vecchio salmo di dodici versi di Johannes Rist, tradotto da Lasse Lucidor;
- O syndaträl, som i din dvala dröjer, salmo di 16 versi di Lasse Lucidor, pubblicato nel 1685.